# Colin Campbell (atleta)
Colin William Ashburner Campbell (Londra, 20 giugno 1946 – Londra, 23 dicembre 2024) è stato un velocista e bobbista britannico.

## Biografia
Partecipò ai Giochi di Città del Messico 1968 e di Monaco di Baviera 1972, gareggiando nei 400m, 800m e nella Staffetta 4x400m.
Partecipò anche ai Giochi invernali di Innsbruck 1976, gareggiando nel bob a quattro, diventando uno dei pochi atleti britannici a competere sia ai giochi estivi che a quelli invernali.